# Why I Hate Women
Albums de Pere Ubu
St. Arkansas
(2002) Long Live Père Ubu!
(2009)
Why I Hate Women est le treizième album de Pere Ubu, sorti en 2006.
À propos du titre, David Thomas a expliqué que « Why I Hate Women est inspiré du roman que Jim Thompson n'a jamais écrit mais qu'il aurait voulu ».

## Titres
1. Two Girls (One Bar) – 2:28
2. Babylonian Warehouses – 4:27
3. Blue Velvet – 5:5
4. Caroleen – 4:21
5. Flames Over Nebraska – 2:07
6. Love Song – 6:08
7. Mona – 2:47
8. My Boyfriend's Back – 0:57
9. Stolen Cadillac – 1:46
10. Synth Farm – 3:02
11. Texas Overture – 6:12

## Personnel
- David Thomas: chant
- Keith Moliné: guitare, chœurs, basse
- Robert Wheeler: synthétiseur EML, theremin
- Michele Temple: basse, chant
- Steve Mehlman: batterie, clave

Invités :
- Rodolphe Burger : stylophone sur Texas Overture
- Robert Kidney : guitare lad sur Love Song
- Jack Kidney : harpe sur Blue Velvet et saxophone ténor sur Synth Farm
- Andy Diagram : trompette sur Mona